# Giuseppe Fioravanti
Giuseppe Fioravanti   (Roma, 1795 - Màntua, 14 de maig de 1867) fou un cantant d'òpera italià actiu durant la primera meitat del segle xix. Tot i que fou un dels baixos buffo més importants i populars de la seva generació, no hi ha més que una quantitat relativament petita d'informació sobre la seva vida. Tenia una associació altament fructífera amb el Teatro Nuovo de Nàpols i és avui més conegut per a la creació de papers en les estrenes mundials de nombroses òperes de Gioachino Rossini i Gaetano Donizetti.

## Biografia
Era fill del compositor d'òpera Valentino Fioravanti (1764-1837) i el germà gran del compositor d'òpera Vincenzo Fioravanti (1799-1877) i pare dels cantants Valentino II (1827-1879) i Luigi (1829-1887). El seu any exacte de naixement és desconegut, però és probable que va néixer cap al 1795. No se sap molt sobre la seva formació musical, encara que probablement va rebre un xic d'educació del seu pare.
La primera aparició escènica de Fioravanti va ser l'any 1817 al Teatre del Corso de Bolonya com Masetto a Don Giovanni de Wolfgang Amadeus Mozart. Va repetir aquest paper per al seu debut al "Teatro della Pergola" de Florència un any més tard. El 1818 va ser compromès al Teatre San Luca de Venècia on va cantar Brunone a l'estrena mundial de lEnrico di Borgogna de Gaetano Donizetti; sobretot la primera òpera d'aquest compositor que es posarà en escena. Va cantar en diverses actuacions a La Scala el 1819-1820, destacant el retrat de Capellio a l'estrena mundial de Bianca e Falliero de Gioacchino Rossini (1819), Robert Bruce a l'estrena de Vallace, o L'eroe scozzese de Giovanni Pacini, (1820) i una part a l'estrena de I due Figaro (1820) de Michele Carafa. El 1821 va aparèixer al "Teatre Apollo" de Roma com Aliprando a la primera representació de Matilde di Shabran de Rossini.
El 1822 Fioravanti es va unir a la llista de cantants principals del "Teatre Nuovo" de Nàpols. Aquesta casa va seguir sent la seva casa principal durant la resta de la seva carrera. Va aparèixer en diverses estrenes mundials d'òperes de Donizetti en aquella casa, entre elles Don Sebastiano Alvarez a La zingara (1822), Ortenzio a Il fortuna inganno (1823), Claudio di Liverpool a Emilia di Liverpool (1824), Iwano a Otto mesi in due ore (1827), i Max a Betly (1836). El 1825 va cantar a la primera representació de Il signore del villaggio de Saverio Mercadante, una versió revisada de la seva òpera de 1824 Il podestà di Burgos. El 1824 va cantar a l'estrena de l'òpera del seu pare Ogni eccesso è vizioso i va aparèixer al Teatre Nuovo en l'estrena de l'òpera del seu germà, Il Pirata, el 1849. També va cantar allí a les estrenes mundials de Don Checco el 1850 i L'atrabilare el 1856.
Fioravanti també va aparèixer al "Teatro di San Carlo" de Nàpols en diverses ocasions durant la seva carrera. En aquella casa va retratar Blinval a l'estrena de I pazzi per progetto (1830) de Donizetti i Meledor a l'estrena de Zaira de Mercadante (1831) entre altres papers. El seu repertori també inclou un gran nombre de parts en òperes de Julius Benedict, François-Adrien Boieldieu, Antonio Cagnoni, Pacini, Errico Petrella i Lauro Rossi. Es desconeix la data de la seva mort. Els seus dos fills, Valentino i Luigi Fioravanti, també van tenir una carrera operística exitosa com a baix buffos.